# 961
Năm 961 là một năm trong lịch Julius.

## Sự kiện
- Các đế quốc Byzantine chiếm lại Crete từ người Hồi giáo.
- Trận Fitje: Haakon I của Na Uy đàn áp các lực lượng nổi dậy của Eric Bloodaxe, nhưng đã bị giết chết.
- Harald II của Na Uy trở thành người cai trị phần phía tây của Na Uy.
- Đại giáo đường St Paul tại London là bị lửa thiêu rụi.
- Al-Hakam II bắt đầu cai trị.